# Petite Symphonie de Charles Gounod
La Petite Symphonie est un nonette de Charles Gounod écrit pour instruments à vent (une flûte, deux hautbois, deux clarinettes, deux cors et deux bassons) en 1885.
Dédiée à la Société de musique de chambre pour instruments à vent fondée par Paul Taffanel en 1879, l’œuvre a été créée le 30 avril 1885 à la salle Pleyel par Taffanel lui-même à la flûte, Georges Gillet et Alfred Boullard aux hautbois, Charles Turban et Prosper Mimart aux clarinettes, Henri-Jean Garigue et François Brémond aux cors, Jean Espaignet et A. Bourdeau aux bassons,. Elle n'a été publiée que dix-neuf ans plus tard, en 1904, par Costallat.

## Structure
La Petite Symphonie comporte quatre mouvements :
1. Adagio et allegretto (à , si  majeur)
2. Andante cantabile, Andante quasi Adagio (à 
, mi  majeur)
3. Scherzo, Allegro moderato (à 
, si  majeur)
4. Finale, Allegretto (à 
, si  majeur)

Son exécution demande environ 20 minutes.
Gounod a écrit deux symphonies pour orchestre symphonique plus de 30 ans auparavant. Seule la première est passée à la postérité.

## Enregistrements
- Petite Symphonie pour une flûte, deux hautbois, deux clarinettes, deux cors et deux bassons, en si bémol majeur, membres de l'Orchestre Symphonique de Winterthur, Victor Desarzens, direction (Concert Hall Society, release F-2, disque 33 tours, 1951-1952)[6].
- Petite Symphonie pour une flûte, deux hautbois, deux clarinettes, deux cors et deux bassons, en si bémol majeur, membre du Hallé Orchestra, Sir John Barbirolli, direction (Pye, 1958, disponible en CD, réédition Parlophone Records / Warner)